# Boris Kodjoe
Boris Kodjoe (né le 8 mars 1973 à Vienne, en Autriche) est un acteur et producteur allemand.
Il se fait remarquer, au cinéma, en jouant dans les comédies romantiques Love and Basketball (2000) et Brown Sugar (2002) et il perce aussi à la télévision, en jouant dans la série télévisée dramatique Soul Food : Les Liens du sang (2000-2004). Dès lors, il s'installe sur le petit écran et joue des rôles réguliers dans des séries comme Second Time Around (2004-2005), Undercovers (2010-2012), The Last Man on Earth (2015), Cape Town (2015) et Code Black (2016-2018). 
En parallèle, il est à l'affiche de The Gospel (2005), Alice dans tous ses états (2007), Starship Troopers 3 (2008), Clones (2009), Resident Evil: Afterlife (2010) et Resident Evil: Retribution (2012) mais aussi Destination Love (2013), Nurse (2013) et dans des productions indépendantes. 
Depuis 2018, il fait partie de la distribution principale de Grey's Anatomy : Station 19. 

## Biographie
Après être né en Autriche, Boris Kodjoe rejoint très tôt l'Allemagne où il grandit avec sa mère Ursula, psychologue allemande ayant des origines juives, et son père Eric Kodjoe, médecin originaire du Ghana. Il a un frère Patrick, et une sœur Nadja.
Son arrière-grand-mère est juive. Elle est décédée pendant l'Holocauste. Sa grand-mère a survécu en se cachant,,.
Les parents de Boris Kodjoe divorcent (il avait 6 ans à l'époque). 
Il a pratiqué le tennis à un assez bon niveau. Il parle couramment français, anglais, espagnol et allemand. Il est cependant obligé d'abandonner toutes perspectives de carrière dans le milieu sportif à la suite d'une blessure au dos,.
Grâce au sport, il obtient néanmoins une bourse qui lui permet de poursuivre des études dans le domaine du marketing, à l'Université du Commonwealth de Virginie, à Richmond. 

### Carrière

#### Mannequinat, seconds rôles et révélation

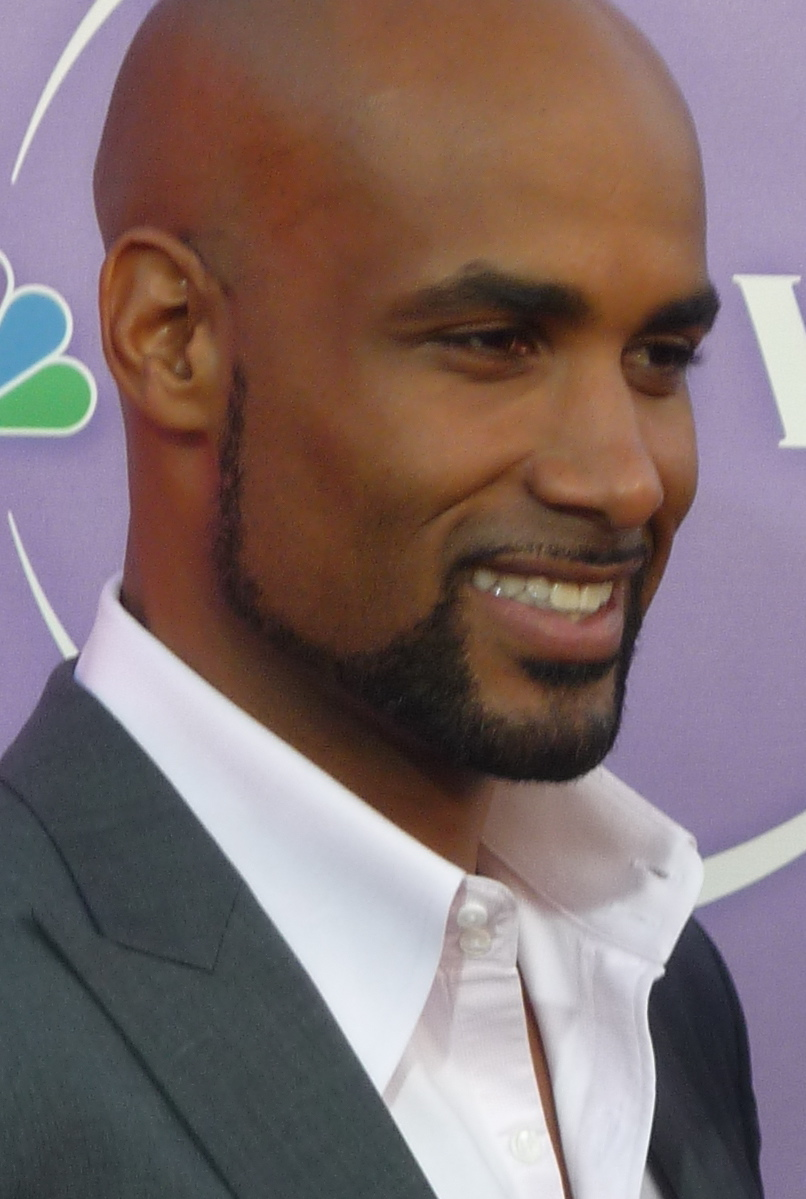
Lors d'une soirée organisée par le réseau Showtime, en 2010.

Il débute en tant que mannequin au sein de l'agence Ford Model Management à New York ; il a participé aux campagnes de marques telles que Ralph Lauren, Versace, Yves Saint Laurent et Gap. Il travaille notamment pour des photographes tels que Bruce Weber et Herb Ritts et il est à l'affiche de grandes publicités pour GQ, Vogue et Esquire.
En 1995, il est un prostitué dans le clip Red Light Special du groupe TLC, alors à son apogée. Et en 1998, il remporte un prix en tant que mannequin à suivre.
Il enchaîne ensuite avec le cinéma. Il tourne son premier film avec Love and Basketball, produit par Spike Lee qui met en vedette Omar Epps et Sanaa Lathan. Cette production est un succès critique, l'alchimie des acteurs est notamment saluée.
La même année, il tient à la télévision le rôle de Damon dans la série américano-canadienne Soul Food qui met en scène la vie d'une famille afro-américaine à Chicago. Il y fait la rencontre de Nicole Ari Parker qui deviendra sa femme. Cette série est une continuation du film à succès Soul Food, sorti en 1997. 
Ce rôle l'installe sur le petit écran. ̩Il a été désigné l'une des 50 personnes les plus belles par le magazine People en 2002. La même année, il retrouve Sanaa Lathan pour une autre romance, cette fois-ci réalisée par Rick Famuyiwa, Brown Sugar. C'est un autre succès, le film rapporte plus de 28 millions de dollars pour un budget de 8 millions.
En parallèle, son interprétation dans Soul Food lui vaut d'être nommé, trois années consécutives (2002-2003-2004) pour le NAACP Image Awards du meilleur acteur dans un second rôle dans une série télévisée dramatique,. Et il apparaît dans quelques épisodes de Boston Public et joue dans Eve. 
Soul Food : Les Liens du sang s'arrête finalement en 2004. Boris Kodjoe enchaîne avec la sitcom Second Time Around, partageant de nouveau la vedette auprès de sa femme. Cependant, la série est arrêtée au bout d'une seule saison, faute d'audiences. 
Il produit et joue le premier rôle d'un vidéofilm, Doing Hard Time. 
En 2005, il signe une prestation remarquée dans le drame The Gospel. Une production qui lui permet de donner la réplique à Idris Elba et Clifton Powell. Ce film, qui replace la parabole du fils prodigue dans un contexte contemporain, a récolté 15,7 millions de dollars au box-office pour un budget de 4 millions de dollars.
L'année suivante, il partage la vedette d'Affaire de femmes, aux côtés de Blair Underwood et Lynn Whitfield. Il s'agit d'une comédie américaine écrite, coproduite et réalisée par Tyler Perry. Faisant partie de la série de films centrés sur le personnage fictif de Madea, le film est la suite de Madea, grand-mère justicière sorti en 2005. Cette comédie, étant restée inédite au cinéma en France, est cependant disponible en DVD et VOD.
En 2007, il est le héros de la comédie dramatique indépendante All About Us dans laquelle il donne la réplique à Ruby Dee. Il joue aussi dans le film d'aventures familial Alice dans tous ses états. Côté télévision, il joue les guest-star dans des séries comme Women's Murder Club, Nip/Tuck et Preuve à l'appui.

#### Diversification et rôles réguliers

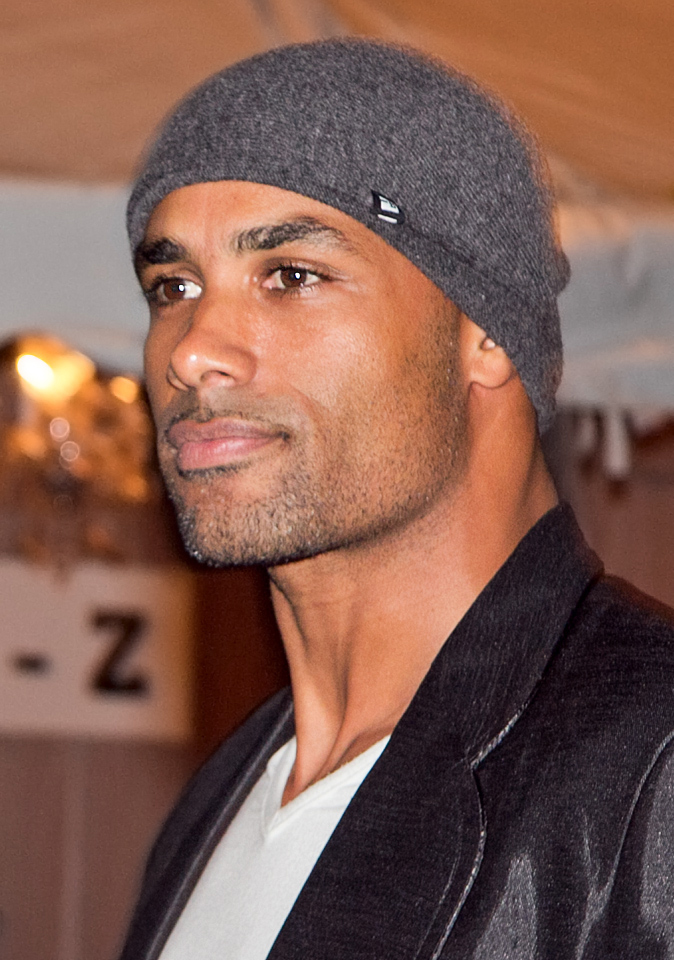
Au Festival International du Film de Toronto 2011.

En 2010, il joue dans Resident Evil: Afterlife aux côtés de Milla Jovovich. C'est le quatrième volet de la série de films qui s'inspire partiellement des jeux vidéo éponymes de Capcom : Resident Evil. Il s'agit du premier film de Paul W.S. Anderson qui mise sur la technologie 3D avec une campagne publicitaire basée essentiellement dessus.
Ce rôle lui permet de se faire remarquer par le scénariste J. J. Abrams qui le choisit pour tenir l'un des rôles principaux de sa nouvelle série intitulée Undercovers,. Diffusée par NBC, la série est rapidement annulée, faute d'audiences, en plus d'une réception critique mitigée.
En 2012, il retrouve le personnage de Luther pour Resident Evil: Retribution. Avec 21 millions de spectateurs pour son premier week-end, c'est le quatrième meilleur démarrage de la saga. Ce cinquième volet remportera au total plus de 240 millions de dollars.
Il est aussi à l'affiche d'un téléfilm canadien réalisé par Bradley Walsh pour le réseau Lifetime, L'Insupportable Soupçon qui suit un inspecteur enquêtant sur le meurtre non résolu d'une femme de 45 ans, mère de trois enfants. Il est aidé par une adolescente, fille de la défunte. Le téléfilm a été vu par 2 millions de téléspectateurs lors de sa première diffusion. Ce rôle lui vaut une proposition pour le Black Reel Awards du meilleur acteur dans un second rôle.
L'année suivante, il défend deux projets : il fait partie du trio vedette de la comédie Destination Love aux côtés de Paula Patton et Adam Brody et il joue dans le thriller de Douglas Aarniokoski, Nurse. Mais aucune de ces productions ne séduit,. 
Puis, il rejoint la distribution récurrente de Real Husbands of Hollywood et apparaît dans Unforgettable. 
En 2014, il apparaît aussi dans une série de clip de Nicki Minaj. 
En 2015, il est coproducteur et présentateur d'un talk-show avec sa femme Nicole Ari Parker,. La même année, il rejoint la distribution récurrente de The Last Man on Earth. Et il produit la série policière Cape Town dans laquelle il joue l'un des premiers rôles.  
En 2016, il devient le chef de service de chirurgie et directeur des urgences de l'hôpital dans la série médicale du réseau CBS, Code Black. D'abord personnage récurrent, l'acteur est promu membre de la distribution principale. Le 16 mai 2016, le réseau CBS annonce la reconduction de la série, pour une deuxième saison de treize épisodes. En 2017, CBS renouvelle la série pour une troisième saison. La même année, l'acteur pratique le doublage pour les besoins du film d'animation Ferdinand. En mai 2018, la série est arrêtée,. Début août, le président de CBS laissait la porte ouverte à une quatrième saison, mais le projet est abandonné fin novembre.
Il rebondit rapidement en rejoignant le casting principal de la série Grey's Anatomy : Station 19, le second spin-off de Grey's Anatomy dès la saison 2 dans le rôle du capitaine Robert Sullivan, aux côtés de Jaina Lee Ortiz, Jason George et Grey Damon. La série est diffusée depuis le 22 mars 2018 sur ABC.

## Vie privée
Le 21 mai 2005, Boris Kodjoe épousa à Gundelfingen en Allemagne, Nicole Ari Parker sa partenaire au sein de la série Soul Food  et du film Brown Sugar,,. Leur premier enfant, Sophie Tei-Naaki Lee Kodjoe est née le 5 mars 2005, atteinte de spina bifida, leur second enfant, un garçon se prénommant Nicolas Neruda Kodjoe, est né le 31 octobre 2006 à Atlanta.
Boris et sa famille sont membres de la Cascade United Methodist Church d'Atlanta,.

### Engagements
En 2009, il crée avec son épouse Nicole Ari Parker, la Sophie’s Voice Foundation, qui a pour but de soutenir et d'accompagner financièrement et moralement les personnes atteintes de spina bifida et leur famille, et d'informer le public sur la nature de cette malformation invalidante, ils ont nommé la fondation en honneur de leur fille SophieTei-Naaki Lee Kodjoe atteinte par la spina bifida,.

## Filmographie

### Cinéma

#### Longs métrages
- 2000 : Love and Basketball de Gina Prince-Bythewood : Jason
- 2002 : Brown Sugar de Rick Famuyiwa : Kelby Dawson
- 2004 : Doing Hard Time de Preston A. Whitmore II : Michael Mitchell (vidéofilm - également coproducteur)
- 2005 : The Gospel de Rob Hardy : David Taylor
- 2006 : Affaire de femmes (Madea's Family Reunion) de Tyler Perry : Frankie Henderson
- 2007 : All About Us de Christine Swanson : Edward Brown
- 2007 : Alice dans tous ses états de Sandy Tung : Mr. Edgecombe
- 2008 : Starship Troopers 3 : Marauder de Edward Neumeier : Gen. Dix Hauser (vidéofilm)
- 2009 : Clones de Jonathan Mostow : Stone
- 2010 : The Confidant de Alton Glass : Nigel Patterson
- 2010 : Resident Evil: Afterlife de Paul W.S. Anderson : Luther
- 2012 : Resident Evil : Retribution 3D de Paul W.S. Anderson : Luther
- 2013 : Destination Love (Baggage Claim) de David E. Talbert : Graham
- 2013 : Nurse (Nurse 3-D) de Douglas Aarniokoski : le détective John Rogan
- 2014 : Addicted de Bille Woodruff : Jason Reynard
- 2014 : Whater She Wants de Je'Caryous Johnson : Julian (vidéofilm)
- 2017 : Ferdinand de Carlos Saldanha : Klaus (voix originale)

### Télévision

#### Séries télévisées
- 1998 : The Steve Harvey Show : Dexter (1 épisode)
- 2000 : For Your Love : Terrence (1 épisode)
- 2000 - 2004 : Soul Food : Les Liens du sang : Damon Carter (57 épisodes)
- 2003 : Boston Public : Coach Derek Williams (saison 3, 3 épisodes)
- 2003 : Street Time : Bowman Calloway (saison 2, 2 épisodes)
- 2003 : All of Us : Marcus (1 épisode)
- 2004 : Eve : Kevin (1 épisode)
- 2004 - 2005 : Second Time Around (en) : Jackson Muse (13 épisodes)
- 2007 : Preuve à l'appui : Détective Elliot Chandler (saison 6, 2 épisodes)
- 2007 : Women's Murder Club : Simon Perry (1 épisode)
- 2007 : Nip/Tuck : Elton Forrest (1 épisode)
- 2009 : House of Payne : David (1 épisode)
- 2010 - 2012 : Undercovers : Steven Bloom (13 épisodes)
- 2011 : Georgetown : Michael Kline (pilote non retenu par ABC[42])
- 2012 : Franklin and Bash : Nolan Tate (1 épisode)
- 2014 : Unforgettable : Agent Frank Simms (saison 3, épisodes 1 et 3)
- 2015 : The Last Man on Earth : Phil Miller (12 épisodes)
- 2015 : Cape Town : Sanctus Snook (mini-série, 6 épisodes - également producteur)
- 2016 - 2018 : Code Black : Dr Will Campbell (33 épisodes)
- 2017 : Tales : Ray Vance (1 épisode)
- 2017 : Marlon : Devon (1 épisode)
- 2018 : House of cards : Brett Cole (saison 6, 4 épisodes)
- depuis 2018 : Grey's Anatomy : Station 19 : Robert Sullivan, capitaine (depuis saison 2)
- 2019 : Grey's Anatomy : Robert Sullivan (saison 15, épisode 23)

#### Téléfilms
- 2006 : If You Lived Here, You'd Be Home Now de Peter Lauer : Brad
- 2012 : L'Insupportable soupçon (A Killer Among Us) de Bradley Walsh : Détective Joe Moran
- 2012 : Scruples de Michael Sucsy : Josh Hillman
- 2015 : Members Only de R.J. Cutler : Deacon Harris
- 2017 : Downsized de Rhonda Baraka : Michael Sr. (également producteur exécutif)

#### Divers
- 2004 : Pyramid (candidat, 2 épisodes)
- 2005 : Top Model USA : lui-même (jury, 3 épisodes)
- 2013 : Who Wants to Be a Millionaire (candidat, 2 épisodes)
- 2013 - 2016 : Real Husbands of Hollywood : lui-même (41 épisodes)
- 2015 : The Boris & Nicole Show (talk-show - également coproducteur exécutif)
- 2019 : Celebrity Family Feud (candidat, 2 épisodes)

### Clips vidéo
- 1995 : Red Light Special de TLC
- 2014 : The Pinkprint Movie de Nicki Minaj
- 2014 : I Lied de Nicki Minaj
- 2014 : Grand Piano de Nicki Minaj

## Distinctions
Sauf indication contraire ou complémentaire, les informations mentionnées dans cette section proviennent de la base de données IMDb.

### Nominations
- NAACP Image Awards 2002 : meilleur acteur dans un second rôle dans une série télévisée dramatique pour Soul Food
- NAACP Image Awards 2003 : 
  - meilleur acteur dans un second rôle dans une série télévisée dramatique pour Soul Food
  - meilleur acteur dans un second rôle pour Brown Sugar
- NAMIC Vision Awards 2003 : meilleur acteur dans une série télévisée dramatique pour Soul Food
- NAACP Image Awards 2004 : meilleur acteur dans un second rôle dans une série télévisée dramatique pour Soul Food
- Black Reel Awards 2013 : meilleur acteur dans un second rôle pour L'insupportable soupçon
- Acapulco Black Film Festival 2014 : meilleure distribution pour Destination Love
- NAACP Image Awards 2014 : meilleur acteur dans un second rôle dans une série télévisée comique pour Real Husbands of Hollywood
- NAACP Image Awards 2015 : meilleur acteur dans un second rôle dans une série télévisée comique pour Real Husbands of Hollywood